# Бражниковская сельдь
Бражниковская сельдь, или долгинка или долгинская сельдь (лат. Alosa braschnikowi) — вид рыб семейства сельдевых отряда сельдеобразных. Обитают в Каспийском море. Максимальная зарегистрированная длина 50 см. Являются объектом коммерческого промысла.

## Ареал и среда обитания
Бражниковские сельди обитают в Каспийское море, за исключением совершенно опресненных вод. Наиболее распространены в Северном Каспии и вдоль берегов Среднего Каспия.

## Описание
Крупный рот с выступающей нижней челюстью, которая имеет бугорок на симфизисе. Задний конец верхней челюсти протягивается за вертикаль середины глаза. Хорошо развитые зубы. Брюхо сжато с боков, имеется выраженный киль. Жаберные тычинки тонкие и прямые, обычно заостренные, без утолщений, вздутий и разветвлений на концах. В спинном плавнике 15—19 лучей (первые 3—4 луча неветвистые); в анальном 19—23 (первые 3—4 луча неветвистые); жаберных тычинок 27—24; поперечных рядов чешуй вдоль бока тела 51—54. Дорсальная поверхность светло-зёленого цвета.. Максимальная зарегистрированная длина 50 см, средняя не превышает 30.

## Биология
Морская пелагическая рыба. Эвритермный (от 12°С в апреле до 22°С в мае) и эвригалинный вид (от 4,5 до 11,0 ‰). Мечет икру в восточной половине Северного Каспия, в области обширных мелководий, от Мангышлакского залива и северных берегов полуострова Бузачи до устья реки Урал на глубине 1—2 м. Нерест протекает с конца апреля до середины, а иногда и до конца мая. Температура воды в этот период составляет от 14,5 до 20 °С. Икра полупелагическая, икра крупная (диаметр 2,2—3,4 мм); перивителлиновое пространство 26—35 % диаметра икринки. Средняя индивидуальная плодовитость долгинской сельди составляет 126,8 тыс. икринок, варьируя от 41,3 до 223,3 тыс. икринок. Эмбрионы развиваются при температуре воды от 16 до 19 °С от 59 до 77 часов. Самки мечут икру порциями в три приёма. Выклюнувшиеся предличинки имеют длину 3,6—4,3 мм. Они, как и сеголетки быстро покидают воды Северного Каспия. В первый год рост интенсивный: в конце сентября длина достигает 74—112 мм, в среднем 89 мм.
| Возраст, годы  | 1    | 2    | 3    | 4    | 5    |
| -------------- | ---- | ---- | ---- | ---- | ---- |
| Длина тела, см | 10,5 | 18,5 | 24,4 | 28,5 | 31,6 |

Длина рыб в нерестовых косяках Северного Каспия колеблется от 19 до 41 см, масса от 80 до 950 г. Средняя длина 27—32 см, масса 280—320 г. Максимальная длина тела 50 см. Продолжительность жизни 7—8 лет. В уловах преобладают рыбы 3, 4 и 5 лет. Молодые особи 2 и 3 лет держатся у берегов Азербайджана и Дагестана. У самцов и самок половая зрелость наступает в возрасте 2—3 лет и 3 и 4 лет соответственно. Самки в течение жизни нерестятся до четырёх раз.
Рацион состоит из рыб и беспозвоночных (ракообразные и личинки насекомых). Бражниковские сельди интенсивно питаются в период весенней миграции. За несколько дней до икрометания интенсивность питания резко ослабевает. После нереста основу рациона составляют кильки и бычки.

### Миграции
Долгинки зимуют в Среднем и Южном Каспии; в холодные зимы отходит к югу, в тёплые держатся в Среднем Каспии. В конце марта и начале апреля косяки мигрируют на север, в основном вдоль западных берегов. В конце марта или начале апреля косяки сельдей, двигаясь в северном направлении, заплывают в воды Азербайджана и Дагестана температурой 5—6 °С. Почти одновременно они появляются в Северном Каспии на западе у островов Чечень и Тюлений, на востоке — у берегов Мангышлака и у острова Кулалы. Далее рыба идёт к востоку и северо-востоку вдоль волжского предустьевого пространства. В конце апреля и начале мая сельдь скапливается в районе устья Урала и у его восточных берегов на глубине 2—4 м.

## Взаимодействие с человеком
Ценная промысловая рыба. До запрещения лова в море имела большое промысловое значение. В 1960 г. уловы составляли 10 тыс. т. Наиболее много бражниковских сельдей ловили у берегов Азербайджана, Дагестана и на мелководьях Северного Каспия, преимущественно в его северо-восточной части. Сельдей промышляли закидными и ставными неводами. В результате длительного запрета морского промысла контрольные уловы сельдей, основу которых составляет долгинская сельдь, сохраняются на высоком и стабильном уровне: 20—25 кг/сеть с максимумом до 80-100 кг.
Мясо употребляют в солёном или копчёном виде. Жирность 3—5 %. Международный союз охраны природы ещё не оценил охранный статус вида.